# Audriņi
Audriņi ist ein Dorf mit 438 Einwohnern (Stand 29. Januar 2021) in der Region Latgale im Südosten Lettlands, nordwestlich von Rēzekne gelegen. Es ist der Hauptort der gleichnamigen Gemeinde. 

## Natur

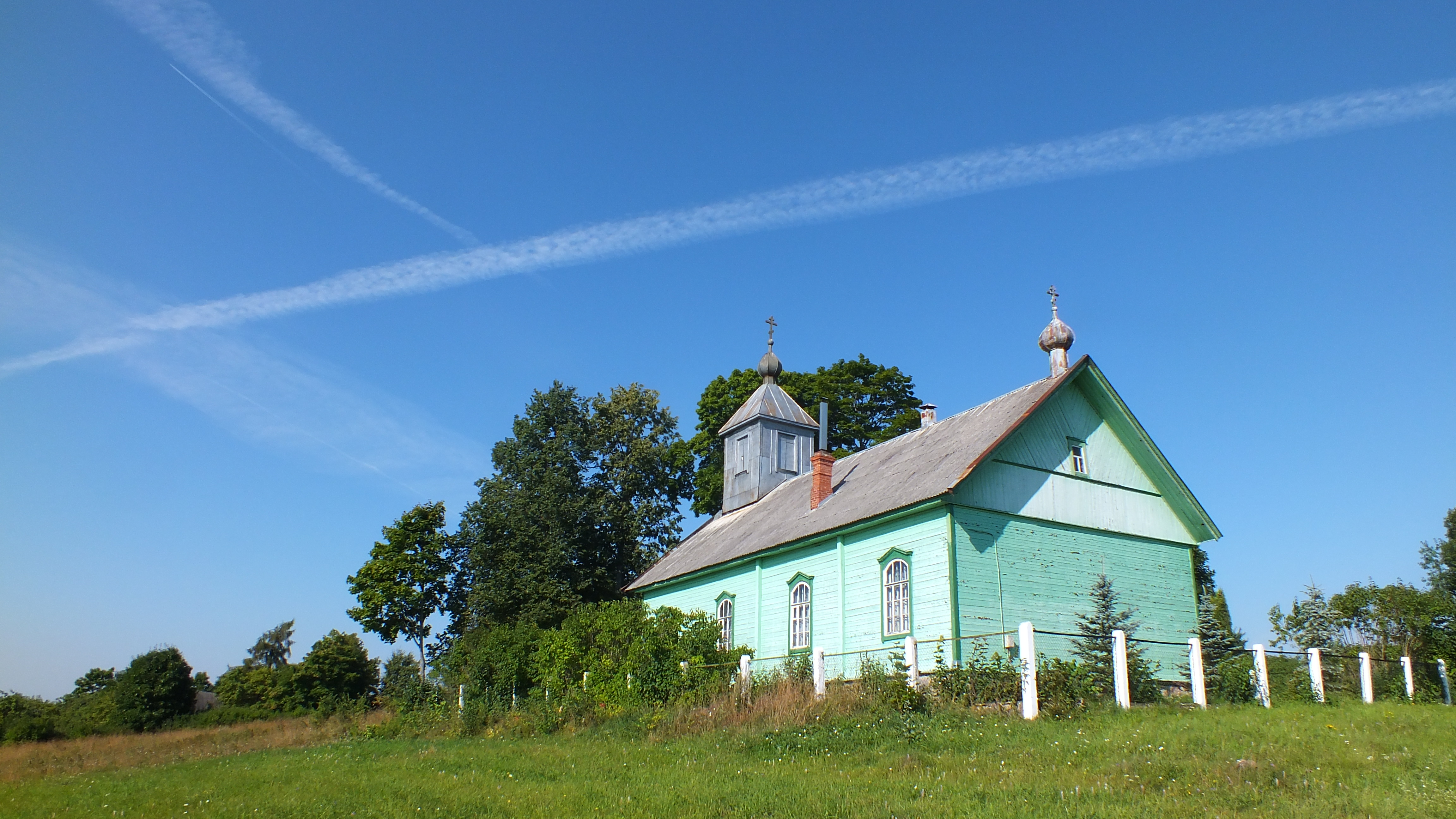
Gebetshaus der Altgläubigen in Lielā Puderova

Das Gebiet ist ländlich geprägt mit viel Wald und mehreren Seen. Der mit 179,3 Meter höchste Punkt liegt beim Ort Hvorobina.

## Gemeinde Audriņi
Die Gemeinde Audriņi (Audriņu pagasts) zählt insgesamt 949 Einwohner (2021) und umfasst neben dem Hauptort Audriņi nur kleine Ortschaften mit jeweils unter 100 Einwohnern, darunter Lielā Puderova mit dem Gebetshaus der Altgläubigen, erbaut zwischen 1922 und 1937.

## Massaker von Audriņi
Am 2. Januar 1942 wurde der Ort von der deutschen Einsatzgruppe A dem Erdboden gleichgemacht und die 235 altgläubigen Einwohner des Ortes – bis auf 30 Männer – in den Hügeln von Ančupāni (4 Kilometer nordnordwestlich von Rēzekne (Rositten)) erschossen. Die 30 Männer wurden am 4. Januar 1942 in Rēzekne öffentlich erschossen.
Anlass für diese „Sühnemaßnahme“ war der Vorwurf, die Einwohner hätten versprengte Angehörige der Roten Armee unterstützt und ihnen Waffen zukommen lassen. Daraufhin befahl der Kommandeur der Sicherheitspolizei Lettland, SS-Obersturmbannführer Strauch, zur Abschreckung die Zerstörung des Ortes und die Ermordung der Einwohner. Seit 1972 besteht eine Gedenkstätte mit den Namen der Opfer. Das Denkmal wurde 1973 von Jānis Kaksis und Alvīne Weinbach sowie von Gunārs Asaris errichtet. 
Ein Exemplar der von Strauch unterzeichneten Bekanntmachung über das Massaker befindet sich im Staatlichen Archiv der Russischen Föderation (dort Fond 7021, Liste 93, Akte 3792, Blatt 2/3).
Etwa zur gleichen Zeit verübten deutsche Sicherheitskräfte in Barsuki ein weiteres Massaker an 47 Dorfbewohnern.